# Arkadź Pauluczenka
Arkadź Wadzimawicz Pauluczenka (błr. Аркадзь Вадзімавіч Паўлючэнка, ros. Аркадий Вадимович Павлюченко – Arkadij Wadimowicz Pawluczenko; ur. 21 sierpnia 1967 w Magdeburgu, NRD) – białoruski hokeista, reprezentant Białorusi.

## Kariera
- Dynama Mińsk (1985-1986)
- Diesna Briańsk (1986-1989)
- SzWSM Progriess Grodno (1988-1991)
- HK Nioman Grodno (1991-1994)
- Tiwali Mińsk (1993/1994)[1]
- Mietałłurg Nowokuźnieck (1994-1996)
- Tiwali Mińsk (1995/1996)
- Cracovia (1996-1998)
- HK Witebsk (2002/2003)
- Junost' Mińsk 2 (2002/2003)
- Titan Klin (2003-2004)

Absolwent szkoły SDJuSzOR Dynama Mińsk z 1985. Przez jeden sezon 1985/1986 występował w Dynamie Mińsk. Grał w lidze polskiej w barwach Cracovii w sezonach 1996/1997, 1997/1998.
W barwach reprezentacji Białorusi uczestniczył w turnieju mistrzostw świata w 1996 (Grupa B).
Po 2000 podjął występy w rosyjskich rozgrywkach amatorskich w barwach zespołów z Moskwy.

## Sukcesy
Klubowe
- Srebrny medal mistrzostw Białorusi: 1993, 1994 z Niomanem Grodno, 1996 z Tiwali Mińsk
- Złoty medal mistrzostw Białorusi: 1994 z Tiwali Mińsk